# Prendones (lugar)
Prendones (oficialmente y en asturiano: Prendonés) es una casería perteneciente a la parroquia de Prendones, en el Concejo de El Franco, comarca de Eo-Navia, Principado de Asturias, España.